# Panhard & Levassor Type B

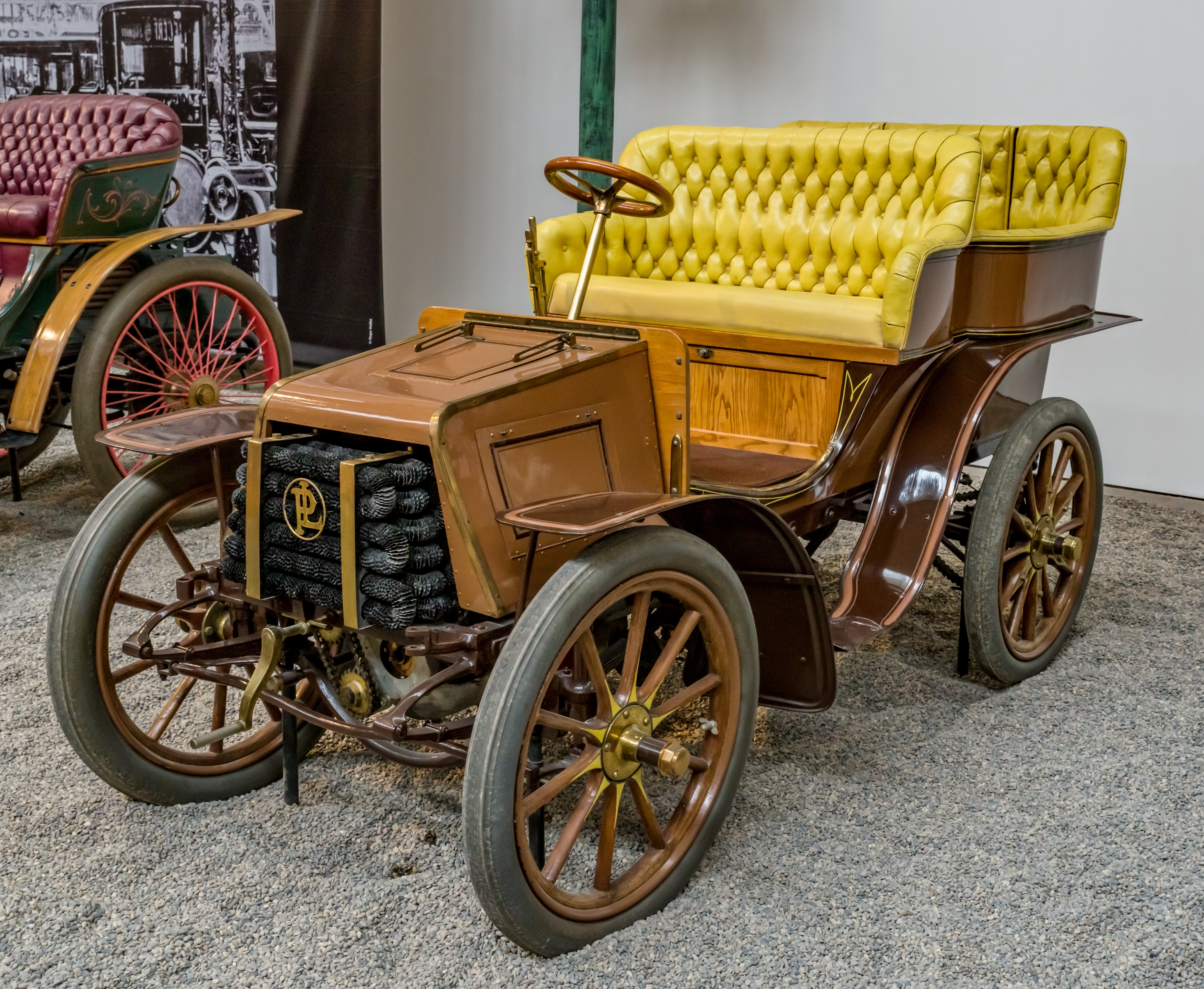
Ein Tonneau von 1902

Der Panhard & Levassor Type B ist ein Pkw-Modell der 1900er Jahre. Hersteller war Panhard & Levassor in Frankreich.

## Beschreibung
Die Fahrzeuge haben einen von Arthur Constantin Krebs entwickelten Ottomotor. Im Motorcode „O4R“ steht das „O“ für diesen „Centaure“ genannten Motor und die „4“ für die Anzahl der Zylinder.
Es ist ein Vierzylinder-Reihenmotor mit paarweise gegossenen Zylindern. Er hat 80 mm Bohrung, 120 mm Hub und 2413 cm³ Hubraum. Er wurde auch 10 CV légère (leicht) genannt. Der Vorgänger B1/B2 hat Motoren anderer Bauart, aber in einer Version mit denselben Zylinderabmessungen. Das Getriebe hat vier Gänge.
Das Fahrgestell hat zwischen 198 cm und 297 cm Radstand. Bezüglich Karosseriebauformen sind Doppelphaeton und Tonneau bekannt.
Das Modell stand von Juli 1902 bis Dezember 1905 im Sortiment. Verkauft wurden in den einzelnen Kalenderjahren 236, 260, 79 und 23 Stück. Zusammen sind das 598 Fahrzeuge, von denen 160 exportiert wurden.
Bereits 1904 erschienen die Nachfolger Type S und Type I.
Mehrere Fahrzeuge dieses Typs blieben erhalten. Ein Tonneau von 1903 wurde 2017 für 326.666 Pfund Sterling versteigert.